# Société à dynamique de fission-fusion
En éthologie, une société à dynamique de fission-fusion est une société dans laquelle la taille et la composition du groupe social évoluent selon le moment ou l'environnement dans lequel les animaux se déplacent : les animaux se regroupent (fusion), par exemple pour dormir ensemble, ou se séparent en sous-groupes (fission), par exemple pour chercher de la nourriture en petits groupes pendant la journée. Dans ce type d'organisation sociale, la composition des groupes est en constante évolution. La composition, la taille des sous-groupes et la dispersion des différents groupes sont les trois principales caractéristiques d'une société de fission-fusion,.
On retrouve ce mode d'organisation sociale chez plusieurs primates, éléphants, cétacés, ongulés, carnivores sociaux de même que chez certains oiseaux ou poissons.

## Espèces
Les sociétés à dynamique de fission-fusion se retrouvent chez de nombreuses espèces de primates comme les chimpanzés, les orangs-outans ou les humains, les éléphants (comme l'éléphant de forêt d'Afrique ou l’éléphant d'Afrique) et les chauves-souris (comme le Vespertilion nordique). Le changement dans la composition, la taille des sous-groupes et la dispersion des différents groupes sont 3 éléments principaux d'une société de fission-fusion,.

### Primates

#### Chimpanzés
Les chimpanzés forment souvent des sous-groupes plus petits lorsqu'ils voyagent sur des durées plus longues, en quête de nourriture. Après obtention de la nourriture, la taille des sous-groupes évolue selon la quantité de nourriture disponible et ou son éparpillement. Si la nourriture vaut la peine d'être récupérée car elle est suffisamment rapprochée, la taille du sous-groupe augmente. Ainsi, chez les chimpanzés, l'abondance de nourriture et sa densité peuvent être des facteurs qui contribuent aux changements de taille des sous-groupes .

#### Orangs-outans
Les orangs-outans constituent un modèle de fission-fusion individuelle. Des groupes de voyage s'établissent dans cette espèce vivant spécifiquement dans une forêt de Sumatra, et il y a plusieurs avantages à cela. Les opportunités d'accouplement sont favorisées par le regroupement, car les parties sont plus nombreuses. La socialisation infantile comporte également des avantages mais aussi des coûts, que nécessite la prise en charge de leurs besoins. Les femelles doivent porter leurs bébés, et celles avec des bébés de taille moyenne supportent des coûts plus élevés que ceux de petites tailles. Porter un petit enfant ne demande pas grand-chose, et ils deviennent moins dépendants lorsqu'ils commencent à se sevrer. Les nourrissons de taille moyenne, en revanche, nécessitent le plus d'énergie. Lorsqu'elles voyagent, les femelles doivent soutenir leurs bébés de taille moyenne en les portant et en les attendant s'ils ont pris du retard.

#### Humains
Les humains forment également des sociétés de fission-fusion. Dans les sociétés de chasseurs-cueilleurs, les humains forment des groupes composés de plusieurs individus qui peuvent se séparer pour obtenir différentes ressources. Un autre exemple de société de fission-fusion dans les sociétés de chasseurs-cueilleurs est la communication au sein du groupe. Les groupes ont tendance à se diviser pour limiter les désaccords. Chez les humains, les conversations et le langage en général sont également une caractéristique importante impliquée dans la fission-fusion. La communication permet de maintenir le contact entre les groupes relativement éloignés les uns des autres.

### Éléphants

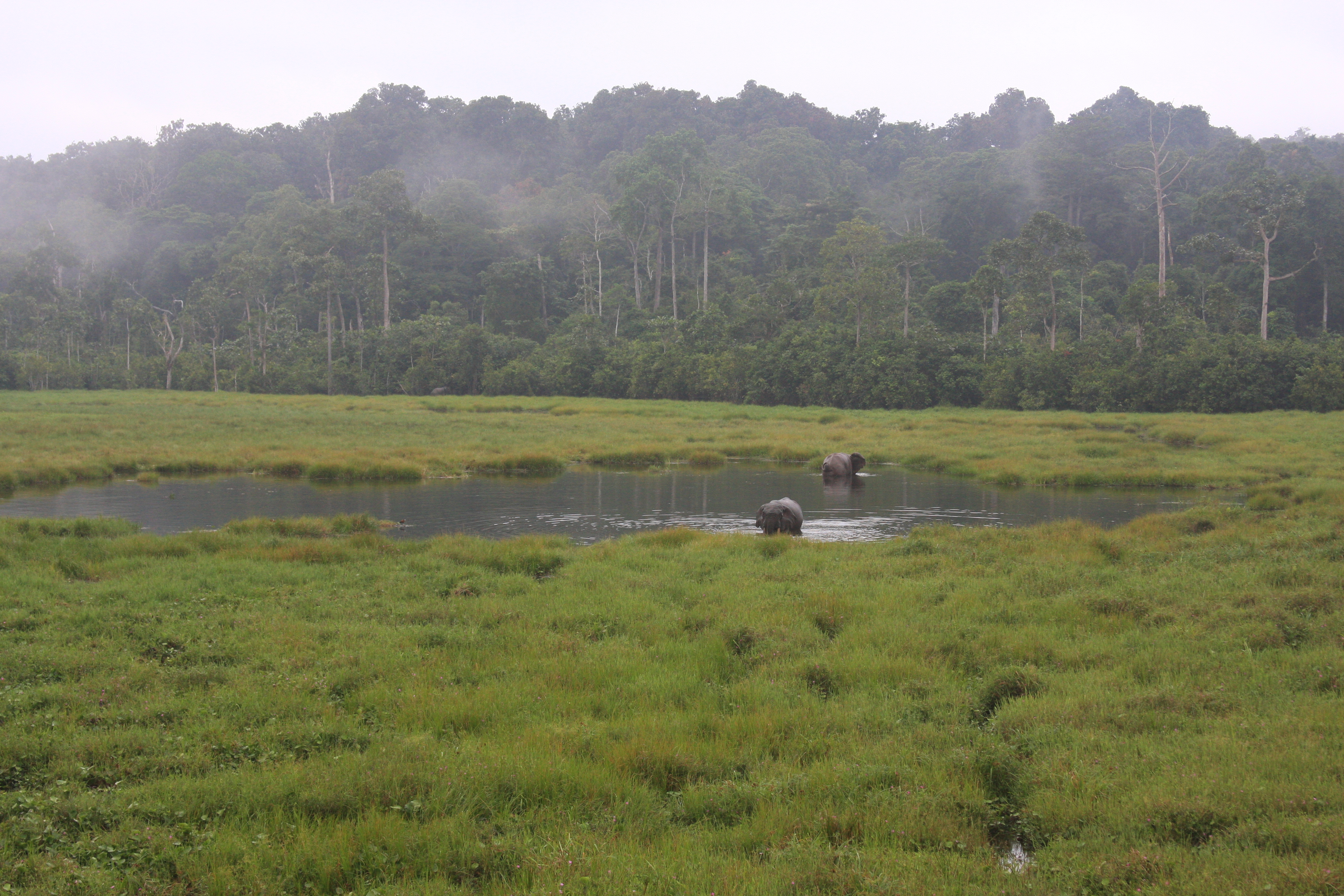
Les éléphants de forêt en société dans une clairière.

Les éléphants se retrouvent en groupe ce qui les aide à minimiser les risques et améliore les avantages. Les groupes d'éléphants de forêt fusionnent généralement en groupes plus importants dans les défrichements forestiers, pour échanger des informations et maximiser les opportunités sociales. Les éléphants sont attirés par les grands groupes présents dans les clairières forestières et y restent plus longtemps quand des individus extérieurs à leur groupe sont présents. Les jeunes éléphants mâles africains affichent une préférence pour les grands groupes, afin de communiquer avec d'autres éléphants et d'explorer la dominance. Les adolescents peuvent ainsi apprendre en observant les mâles adultes et évaluer leurs pratiques sociales.

### Chauves-souris
Les chauves-souris sont des espèces qui montrent des sociétés de fission-fusion avancées. Chez les vespertilions nordiques, le changement de gite est courant. Il y a plusieurs facteurs impliqués dans les changements de gites, notamment la couverture et la hauteur de la canopée, le stade de décomposition du gite et la hauteur des arbres. La situation géographique influe sur les changements de gite : on a observé que les femelles changeaient plus lorsque les températures augmentent au Kentucky, et moins lorsqu'elles sont dans un climat plus froid en Nouvelle-Écosse. Il existe également trois comportements importants impliqués dans la permutation de gites, qui sont le groupement par fission-fusion, le mouvement synchronisé et le comportement de tassement. Le comportement de tassement s'obtient quand les chauves-souris restent dans le gite le plus approprié, le mouvement synchronisé quand les chauves-souris choisissent de se déplacer vers un autre gite de manière synchronisée, et le comportement de fission-fusion quand une colonie de chauves-souris se sépare en sous-colonies qui se combinent ensuite pour reformer une grande colonie. Une raison pour laquelle les chauves-souris peuvent afficher des comportements de fusion-fission est due au risque d'infection. Un risque accru de maladie peut résulter de l'établissement et des comportements synchronisés, mais les sociétés de fission-fusion sont capables de réguler le risque de maladie grâce à la séparation fréquente en sous-groupes.

### Ongulés
Cette dynamique de fission-fusion est également retrouvée chez la famille des bovidés, comme les buffles d'Afrique, ou les bisons d'Europe.
Selon l'éthologue Cédric Sueur, les processus de décisions collectives que l'on observe chez divers groupes d'animaux sociaux sont un moyen de maintenir la cohésion du groupe. « Si l’organisation était trop despotique, certains animaux quitteraient le groupe, et ce dernier perdrait ses avantages, notamment en matière de protection contre les prédateurs ». 
Par exemple, chez les bisons d'Europe le choix consensuel de la direction prise par le groupe permet de préserver la taille du groupe et même de recruter d'autres membres.
Anne Innis Dagg, zoologiste canadienne ayant consacré sa vie à l'étude des girafes, a montré que ces ruminants suivent aussi une dynamique de fission-fusion.

### Oiseaux
Des dynamiques de type fission-fusion ont été documentées chez plusieurs espèces de corvidés. La Corneille noire et le Grand Corbeau vivent en couples stables qui défendent des territoires toute l'année, mais les non-reproducteurs, typiquement les immatures, se déplacent sur de grandes distances et forment des groupes là où la nourriture est abondante ou pour dormir. Le Geai des pinèdes vit en colonies d'une cinquantaine de couples. Les juvéniles forment des crèches où ils sont nourris et protégés par un sous-groupe des adultes, avant de se disperser et de rejoindre d'autres colonies.

## Structure des groupes
Ces sociétés changent fréquemment de taille et de composition, formant un groupe social permanent appelé « groupe de parents ». Les réseaux sociaux permanents se composent de tous les membres individuels d'une communauté faunique et varient souvent pour suivre les changements dans leur environnement et en fonction de la dynamique animale individuelle.
Dans une société de fission-fusion, le principal groupe de parents peut éclater (fission) en sous-groupes stables plus petits ou individuels pour s'adapter aux circonstances environnementales ou sociales. Par exemple, un certain nombre d'humains peuvent se séparer du groupe principal afin de chasser ou de chercher de la nourriture pendant la journée, alors qu'il rejoignent le groupe principal (fusion) la nuit pour partager la nourriture et participer aux activités sociales.
Le chevauchement territorial des dits « groupes de parents » est également fréquent, ce qui entraine une plus grande interaction et un brassage des membres de la communauté, modifiant encore la composition du groupe de parents. Il en résulte des cas où, par exemple, une femelle chimpanzé appartenant à un groupe de parents rencontre un mâle qui appartenant à une communauté voisine. S'ils s'accouplent, la femelle peut rester avec le mâle pendant plusieurs jours et ainsi entrer dans son groupe de parents, « fusionnant » temporairement avec la communauté du mâle. Dans certains cas, les animaux peuvent quitter un groupe de parents pour s'associer à un autre, généralement pour des raisons de reproduction.